# 吳倩怡
吳倩怡（英語：Sinnie Ng，1998年1月2日—），香港唱作女歌手，現為本地女子組合「Lolly Talk」成員、獨立樂隊「晚安莉莉（Goodnight, Lillie）」的主音歌手、舞團「Vivere」成員、歌唱導師。

## 簡介

### 2020年之前：早年生活
吳倩怡自初中起就自學作曲填詞，創作自己的作品，高中開始就參加不同的音樂比賽、加入樂隊及作街頭表演。 中學畢業後更考獲ABRSM樂理考試8級。
2015年，就讀中學的吳倩怡與好友組成6人樂隊「Shockwave」，她擔任主音歌手。樂隊曾參與《全港中學生超新聲歌唱大賽2015》（SUPERNOVA HK 2015）樂隊組，奪得最受歡迎樂隊獎。2016年，吳倩怡再度與樂隊參加《全港中學生超新聲歌唱大賽2016》（SUPERNOVA HK 2016）獨唱組，在決賽中奪得亞軍。同年8月，樂隊為125 Joint Unit Campfire 聯校營火活動創作主題曲《夢想看似》，她擔任主唱、作曲人及填詞人。因為當時的鼓手遠赴美國留學，所以樂隊不久後就解散了。
在2016年度的香港中學文憑考試中，吳倩怡考獲最佳五科29分的成績，同年獲香港大學取錄，入讀社會科學學士(政治學與法學)及法學士(雙學位課程)。
2017年1月，吳倩怡開始在個人Youtube頻道「Shockwave lomo」上發佈翻唱歌曲。
2018年初，吳倩怡參加《HKU Singing Contest 2018》，在歌曲創作組奪得冠軍，因而獲得當時身為評審的周博賢安排主唱電影《311復興與再生》的日語主題曲，該歌曲及MV同時在香港和日本的串流平台中上架。
2018年4月至7月，吳倩怡參加《ICMA 大專聯校歌唱比賽2018》，演出歌曲為《穿花蝴蝶》，決賽成績是結合評審分數及觀眾投票，最終她在獨唱組奪得冠軍。
2018年9月至2019年3月，吳倩怡參加由JLMUSIC主辦的全港學界音樂培育企劃「Starliteer 馭星者」。經過數個階段的實戰，包括全民票選、街頭表演及網上直播，她由51位參賽者中脫穎而出成為最終的8強，獲得與知名歌手在畢業演唱會【時間軸上的星光】中演出的資格。

### 2020年至今：加入樂壇
2020年6月，吳倩怡開始活躍於女子舞團「Vivere」。7月，她在各大串流平台上發佈首支原創歌曲《望》，歌曲的作曲人和填詞人均是她本人。
2021年1月，吳倩怡在首次在個人Youtube頻道上發佈第二支原創歌曲《做夢時我會找到幻想中的那個你》。由於樂隊「Shockwave」已解散，頻道重新命名為「s i n n i e n g - n s y e e」。她本人負責作曲和填詞，而編曲人和監製是陳雞（Chick Chan）。由於吳倩怡當時對音樂的職業生涯仍然處於迷茫，亦未能取得家人的完全支持，曾經對自己定下一年之約，看看自己能做到什麼。若未能做出音樂的成績，或許會考慮成為教師或大學講師。

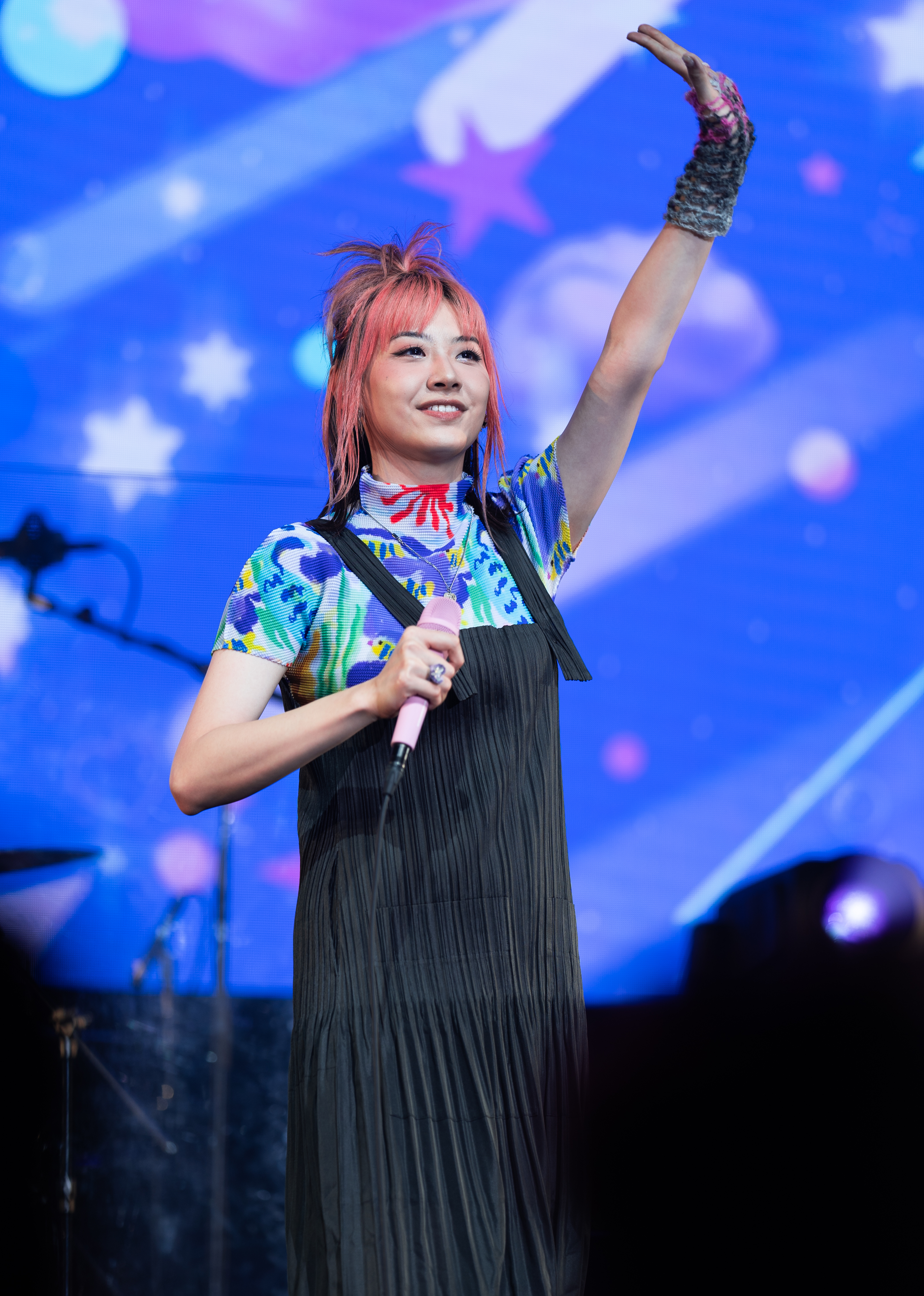
吳倩怡以晚安莉莉主音身份參與HKT西九音樂節2023 (26/03/2023)

2021年6月，吳倩怡首次以獨立樂隊晚安莉莉的名義發佈原創歌曲《望》的樂隊版本。晚安莉莉是由6人組成的本地獨立樂隊，吳倩怡擔當樂隊的作曲人、填詞人和主音歌手，陳雞則擔當編曲人、監製和貝斯手，另外的成員包括兩位結他手，一位鼓手和鍵琴手。樂隊的名字是來自一本書籍的書名和作者名，沒有特別意思。他們的曲風有別於本地流行的樂隊，風格是結合日系流行曲和日系搖滾的少女風為主，他們想藉著自己的音樂來發放正能量，表達正面及青春的訊息，希望自己的創作歌曲能感染身邊的人。另外，他們的原創歌曲都有著頗長的名字，這種命名方式是參考日本的動漫和小說，想讓聽眾只要看到名字就能了解整首歌曲想表達的故事。而且每一首歌都有一個與中文曲名不相稱的英文名字，那是因為英文曲名並不是中文曲名的翻譯，反而是用來延續中文曲名或歌詞未能表達的部分。
2021年7月，吳倩怡首次與填詞人雷暐樂合作，首次推出少女味的原創歌曲《下雨時我會想著你帶給我的天晴》。吳倩怡、陳雞及雷暐樂三人的創作理念是強調創新及不斷嘗試新元素，他們都將作品視為實驗體。電台音樂節目的主持人將三人的關係稱作「少女實驗鐵三角」。三人之後亦為女團Lolly Talk創作團歌，詳情請見「LollyTalk § 音樂作品」。
2021年11月，吳倩怡參與ViuTV選秀節目《全民造星IV》，參賽編號為52號。初賽時她與樂隊晚安莉莉一同表演原創作品，《做夢時我會找到幻想中的那個你》，歌曲所表達的是少女追夢的心，想讓評審感受到年輕人對音樂創作的堅持，最終在一對一的前哨戰中不敵當時唯一的饒舌歌手余嘉熙（Karen），96強止步。賽後被網民評選的《全民造星IV》三大遺珠。
2021年12月，吳倩怡作為晚安莉莉的主音歌手參加《香港青年樂隊大賽2021》，總決賽演出作品為原創歌曲《下雨時我會想着你帶給我的天晴》，樂隊在公開組別中獲得季軍、最佳原創歌詞及最佳鼓手三個獎項。在比賽的同時，樂隊推出了首支以真人演繹的音樂錄像帶（MV），《失眠時我會呆望窗外等待你的來電》，有別於過往以全動畫形式製作的MV。MV中有多名來自《全民造星IV》的參賽者參演，她本人只在MV在客串，該MV成為當時官方Youtube頻道中最高瀏覽量的影片。
2021年末，吳倩怡與8名《全民造星IV》參賽者自組獨立女團Lolly Talk，成為其中一員。該女團的風格以甜美、青春為主。在女團之中，吳倩怡負責演唱、和音、音樂、作曲、MV製作、保姆，甚至商品設計及對外接洽等多項工作。以女團名義推出的首兩支歌曲《8SEC》及《三分甜》，均由晚安莉莉及雷暐樂創作，他們亦在女團的首個MV中客串演出。關於吳倩怡在Lolly Talk的發展，詳情請見「LollyTalk § 歷程」。
2022年8月，吳倩怡在Lolly Talk組成後再次推出個人單曲《臉紅時我想看穿你的心臟》，亦首次擔任MV的女主角。該歌曲在十數天內點擊率超過十萬次，成為她的個人代表作。
2023年7月14日，吳倩怡為叱咤903節目《強大人Get Set Go!》作曲的主題曲《Get Set Go!》正式在電台首播。
2023年7月28日，吳倩怡為Lolly Talk正式出道一週年再度親自作曲的團歌《四方帽之約》MV首播，並於29日在各大音樂平台正式上架。
2023年10月，吳倩怡分別與陳紀澄及蘇凱倫合作填詞的Lolly Talk《二人限定故事》及蘇凱倫《天使999%》MV首播。《二人限定故事》於10月14日在各大音樂平台正式上架。並在12月16日成為新城電台勁爆本地榜第五十週冠軍歌，為個人創作的第一首冠軍歌作品（與陳紀澄共同填詞）。
2023年10月22及29日，吳倩怡為ViuTV節目長知昔2第29及30集《啟德》及《舊機場故事》一節擔任主持，訪問香港航空界傳奇人物「錢氏兄弟」之一的錢耀昌。
2023年10月29日，吳倩怡於TONE Music x AIRSIDE : Hello Future! Music Weekend首次演唱親自填詞的晚安莉莉新歌《我看見今晚的月色很美，你呢？》。
2024年2月1日，吳倩怡為Lolly Talk親自作曲的團歌《六度相隔理論》正式派台，於翌日在各大音樂平台正式上架，並在3月23日成為新城電台勁爆本地榜第十二週冠軍歌，為個人創作的第二首冠軍歌作品（第一首為《二人限定故事》）。
2024年9月，吳倩怡與Lolly Talk成員黃敏蕎和鄭芷淇，以及ROVER等完成一連10場的音樂劇《重拾：10分鐘》。
2024年12月，她為迪士尼動畫電影《魔海奇緣2》擔任女主角慕安娜的配音，兼主唱電影內多首歌曲，包括粵語主題曲《航行他方》。
2025年1月27日，吳倩怡個人第一首正式合唱歌，與范梓謙合作作曲及填詞的《898》正式派台，於翌日在各大音樂平台正式上架。
2025年2月5日，雷深如(J. Arie)於其Instagram宣布，吳倩怡將會擔任她的演唱會嘉賓。
2025年5月16日，樂隊晚安莉莉第一首錄音室正式單曲，由吳倩怡與結他手Yam合作作曲及晚安莉莉編曲的《當昨日凝視着我》在電台首播，樂隊亦在同日正式出道，單曲於翌日在各大音樂平台上架。
2025年7月24日，樂隊晚安莉莉第二首錄音室正式單曲，由吳倩怡親自填詞及與低音結他手Chick Chan合作作曲的《如果花火可不消散》MV在Youtube首播，該MV亦是吳倩怡首部親自執導的作品(與Ivan Lai共同執導)。單曲於翌日在各大音樂平台上架及在電台首播。
2025年7月29日，晚安莉莉宣佈將於9月21日於東蒲胡李名靜體育館舉行樂隊首場音樂會<<晚安莉莉 2025 LIVE：Goodnight, Lillie>> 。

### 軼事
- 官方粉絲會名稱為「尾術部」，原因是吳倩怡喜愛日本動漫《妖精的尾巴》，她本人亦喜愛美術，另外人稱「老師」的她也常被人調侃在開學術台，綜合各種原因而得名「尾術部」。
- 粉絲的名稱為「部員」，亦稱為「老師的尾巴」或簡稱「老尾」。
- 粉紅色髮色是吳倩怡的個人標誌。
- 2024年1月初，吳倩怡宣佈成立個人品牌《Sinzerely 倩詩概念》，將自己的詩作及意念融入於Ｔ恤、冷帽、拉鏈衛衣、方巾及地毯等生活單品中。[21] 2025年更與其他單位（如:Noirnblanc Limited及Nexus Dance Studio)合作推出聯乘作品，亦會於7月進駐香港動漫電玩節F29攤位。

## 音樂作品

### 單曲
| 推出日期 | 曲目                              | 作曲                 | 填詞                         | 編曲                | 監製           | 備註                                                                              |
| 2016年   |                                   |                      |                              |                     |                |                                                                                   |
| 8月8日   | 夢想看似                          | 吳倩怡               | 吳倩怡                       | SHOCKWAVE           | SHOCKWAVE      | 125 Joint Unit Campfire 2016 聯校營火活動主題曲。另有晚安莉莉版本。               |
| 2018年   |                                   |                      |                              |                     |                |                                                                                   |
| 3月9日   | 311復興與再生                     | 周博賢               | 張可兒                       | 周博賢              | 周博賢         | 電影《311復興與再生》的全日語主題曲。該歌曲曾在香港及日本串流平台上架，現已下架。 |
| 7月12日  | 告別孩子                          | 吳倩怡               | 吳倩怡                       | 吳倩怡              | 吳倩怡         |                                                                                   |
| 2020年   |                                   |                      |                              |                     |                |                                                                                   |
| 7月25日  | 望                                | 吳倩怡               | 吳倩怡                       | Edwin Ho, Nick Yeow | Edwin Ho       | （*）另有「Wonderland」版本 和 「聖誕節」版本                                     |
| 2021年   |                                   |                      |                              |                     |                |                                                                                   |
| 1月6日   | 做夢時我會找到幻想中的那個你      | 吳倩怡               | 吳倩怡                       | Chick Chan          | Chick Chan     | （*）另有「和你夾BAND」版本和「起床」版本                                         |
| 5月9日   | 葬星                              | Coffee Friends       | Coffee Friends               | Coffee Friends      | Coffee Friends | （*）                                                                             |
| 7月5日   | 下雨時我會想着你帶給我的天晴      | 吳倩怡               | 雷暐樂                       | Chick Chan          | Chick Chan     | （*）另有國語版                                                                   |
| 10月20日 | もう太りたくない 我真的不想再肥了 | 月巴 (Moonbus)       | 月巴 (Moonbus)               | 月巴 (Moonbus)      | 月巴 (Moonbus) | （*）日語歌曲                                                                     |
| 12月22日 | 失眠時我會呆望窗外等待你的來電    | 吳倩怡               | 王遠杰 (歪歪)                | Chick Chan          | Chick Chan     | （*）另有國語版的「失眠時我總愛呆望你上線時間」                                   |
| 2022年   |                                   |                      |                              |                     |                |                                                                                   |
| 6月8日   | 遊玩                              | 晨本                 | 李冠麟                       | 李忱柏              | 李忱柏         | 送給香港女子沙灘排球代表江卓儀的歌                                                |
| 6月8日   | 古廠                              | 晨本                 | 李冠麟                       | 李忱柏              | 李忱柏         | 送給廢墟攝影師劉永康的歌                                                          |
| 8月15日  | 臉紅時我想看穿你的心臟            | 吳倩怡               | 吳倩怡                       | Chick Chan          | Chick Chan     | （*）                                                                             |
| 2023年   |                                   |                      |                              |                     |                |                                                                                   |
|          | 晚安莉莉                          | 吳倩怡               | 吳倩怡／Yam@晚安莉莉／雷暐樂 | Chick Chan          | Chick Chan     | 樂隊主題曲                                                                        |
|          | 我看見今晚的月色很美，你呢？      | Chick Chan，吳倩怡   | 吳倩怡                       | TBA                 | TBA            |                                                                                   |
| 2024年   |                                   |                      |                              |                     |                |                                                                                   |
|          | 喜歡與愛的感覺                    |                      |                              |                     |                |                                                                                   |
|          | 三天是我單戀你的時間              |                      |                              |                     |                | 當昨日凝視着我(國語Demo)                                                          |
| 2025年   |                                   |                      |                              |                     |                |                                                                                   |
| 1月27日  | 898                               | 范梓謙，吳倩怡       | 范梓謙／吳倩怡               | 范梓謙              | 李一丁         | （*）與范梓謙合唱 ,吳倩怡第一首正式的合唱作品                                     |
| 5月16日  | 當昨日凝視着我                    | 吳倩怡／Yam@晚安莉莉 | 周國賢                       | 晚安莉莉            | Goro Wong      | （*）屬晚安莉莉首支派台歌                                                         |
| 7月24日  | 如果花火可不消散                  | 吳倩怡／Chick Chan   | 吳倩怡                       | 晚安莉莉            | Goro Wong      | （*）MV屬吳倩怡首個執導作品（與Ivan Lai共同執導）                                 |

（*）在各大串流平台上架中

### 派台歌曲成績
| 派台歌曲成績（五台） | 派台歌曲成績（五台）           | 派台歌曲成績（五台） | 派台歌曲成績（五台） | 派台歌曲成績（五台） | 派台歌曲成績（五台） | 派台歌曲成績（五台） | 派台歌曲成績（五台） |
| -------------------- | ------------------------------ | -------------------- | -------------------- | -------------------- | -------------------- | -------------------- | -------------------- |
| 唱片                 | 歌曲                           | 903                  | RTHK                 | 997                  | TVB                  | ViuTV                | 備註                 |
| 2021年               |                                |                      |                      |                      |                      |                      |                      |
|                      | 做夢時我會找到幻想中的那個你   | -                    | -                    | -                    | ×                    | ×                    |                      |
|                      | 下雨時我會想著你帶給我的天晴   | -                    | -                    | -                    | ×                    | ×                    |                      |
|                      | 失眠時我會呆望窗外等待你的來電 | -                    | -                    | -                    | ×                    | ×                    |                      |
| 2022年               |                                |                      |                      |                      |                      |                      |                      |
|                      | 臉紅時我想看穿你的心臟         | -                    | 3                    | -                    | ×                    | ×                    |                      |
| 2025年               |                                |                      |                      |                      |                      |                      |                      |
|                      | 898                            | -                    | ×                    | 2                    | ×                    | -                    | 與Teddy Fan合唱      |
|                      | 當昨日凝視著我                 | 6                    | ×                    | 10                   | ×                    | -                    | 晚安莉莉第一首派台歌 |
|                      | 如果花火可不消散               | 15*                  | 20*                  | -                    | ×                    | -                    | 晚安莉莉第二首派台歌 |

| 各台冠軍歌總數（五台） | 各台冠軍歌總數（五台） | 各台冠軍歌總數（五台） | 各台冠軍歌總數（五台） | 各台冠軍歌總數（五台） | 各台冠軍歌總數（五台） |
| ---------------------- | ---------------------- | ---------------------- | ---------------------- | ---------------------- | ---------------------- |
| 903                    | RTHK                   | 997                    | TVB                    | ViuTV                  | 備註                   |
| 0                      | 0                      | 0                      | 0                      | 0                      | 五台冠軍歌總數：0      |

- （*）上榜中
- （-）未能上榜
- （×）沒有派往該台

### 音樂製作(非個人/晚安莉莉作品)
| 發表日期 | 歌手           | 專輯/歌曲                             | 工作項目                        |
| 2022年   |                |                                       |                                 |
| 3月14日  | 拾荒客         | 狂轟七千轉                            | 和音                            |
| 4月15日  | Lolly Talk     | 8SEC                                  | 作曲、填詞 (w/雷暐樂)           |
| 7月11日  | Lolly Talk     | 三分甜                                | 作曲                            |
| 11月30日 | 何佩           | 末日還想看日落                        | 配唱制作人                      |
| 2023年   |                |                                       |                                 |
| 3月30日  | 何佩           | 如人不愚人                            | 配唱制作人                      |
| 7月14日  | Lolly Talk     | Get Set Go!                           | 作曲                            |
| 7月28日  | Lolly Talk     | 四方帽之約                            | 作曲                            |
| 10月13日 | Lolly Talk     | 二人限定故事                          | 填詞 (w/陳紀澄)                 |
| 10月26日 | 蘇凱倫         | 天使999%                              | 填詞 (w/蘇凱倫)                 |
| 2024年   |                |                                       |                                 |
| 2月1日   | Lolly Talk     | 六度相隔理論                          | 作曲                            |
| 4月30日  | 何佩           | 大海求救SOS                           | 監製 (w/Chick Chan、Yam 及何佩) |
| 5月20日  | Lolly Talk     | my PROMISE                            | 作曲，填詞 (w/雷暐樂)           |
| 6月17日  | 周國賢，周家怡 | 模稜兩可                              | 配唱製作 (w/周國賢, Goro Wong)  |
| 7月2日   | 黃詠霖，潘宗孝 | 《5**》 試當真《EA EXAM真係驚》主題曲 | 作曲 (w/Jan Curious)            |
| 7月29日  | Young Hysan    | Summer Blues                          | Featured                        |
| 10月18日 | Lokyi@EOS      | Never Walk Alone                      | 配唱製作 (w/Goro Wong)          |

| 音樂製作-各台冠軍歌總數（五台） | 音樂製作-各台冠軍歌總數（五台） | 音樂製作-各台冠軍歌總數（五台） | 音樂製作-各台冠軍歌總數（五台） | 音樂製作-各台冠軍歌總數（五台） | 音樂製作-各台冠軍歌總數（五台） |
| ------------------------------- | ------------------------------- | ------------------------------- | ------------------------------- | ------------------------------- | ------------------------------- |
| 903                             | RTHK                            | 997                             | TVB                             | ViuTV                           | 備註                            |
| 0                               | 0                               | 2                               | 0                               | 0                               |                                 |

## 影視作品

### 電影
| 日期   | 節目名稱      | 角色   | 備註     |
| ------ | ------------- | ------ | -------- |
| 2024年 | 《魔海奇緣2》 | 慕安娜 | 粵語配音 |

### 音樂劇
- 2024年：《重拾：10分鐘》（飾演：嘉嘉及其他角色）

### 廣播劇
- 2024年：《微涼之夏》（飾演：黃詩敏）

### 電視節目
- 2021年：ViuTV 《全民造星IV》參賽者[22]
- 2022年：ViuTV 《囝囝女女730》第272集嘉賓[23]
- 2022年：ViuTV 《MM730 - 娛論潮》第3集嘉賓[24]
- 2022年：港台電視31 《香江暖流 - Music Five》嘉賓 [25]
- 2023年：ViuTV 《MM730 - 粉絲福利署》第60集嘉賓 晚安莉莉
- 2023年：ViuTV 《長知昔2》第29、30、32集主持
- 2023年：港台電視31 《有聲無聲講你聽：係愛呀！》嘉賓

### 音樂錄影帶 (MV)
| - 原唱歌曲： - 2021年：《全民造星IV》主題曲 《前傳》 - 2021年：Sinnie Ng 《望》 - 2021年：Sinnie Ng 《失眠時我會呆望窗外等待你的來電》 - 2022年：Lolly Talk 《8SEC》及 Dance Performance Version - 2022年：Sinnie Ng 《臉紅時我想看穿你的心臟》 - 2022年：Canon × Lolly Talk 《8SEC》— 3D 180° VR Dance Version - 2022年：十八有藝 18dART 《落地開歌—葵青》音樂錄像 -《古廠》 - 2022年：十八有藝 18dART 《落地開歌—葵青》音樂錄像 -《遊玩》 - 2022年：Lolly Talk 《三分甜》 - 2023年：Sinnie Ng 《四方帽之約》Demo — 《愛情畢業禮》 | - 翻唱歌曲： - 2019年：魏如萱 《你啊你啊》 - 2020年：LiSA 《紅蓮華》Gurenge / Demon Slayer: Kimetsu no Yaiba OP - 2020年：緑黄色社会 《SHOUT BABY》/ 我的英雄學院第四季ED - 2020年：王菀之 《波點女皇》 - 2021年：甜約翰 《Dear》 - 2021年：SIRUP 《LOOP》 - 2021年：王菀之 《皇后餐廳》 - 2021年：魏如萱 《晚安晚安》 - 2021年：Aimer 《Ref:rain》/『愛在雨過天晴時』ED - 2021年：江𤒹生 《黑之呼吸》(改編) - 2021年：拾荒客 Ragpickers《Junkyard》(改編) - 2021年：湯令山 《Honest》(重新填詞) - 2021年：As One 《Candy Ball》(改編) - 2022年：高偉勛 & 郭芝吟 《5 a.m》 - 2022年：Winka 《CUPID-19》(舞蹈Cover) |

### 網上節目
- 2021年：Espresso Live #EP12 晚安莉莉
- 2021年：【頭條開Live X Headlife】 Happy Friday LIVE獨立歌手樂與悲[26]
- 2021年：Espresso \ Live - Chan Jo x Kay x Sinnie Ng x ASH x Mui x Emiko
- 2022年：Snapask Hong Kong | 第一屆Snapask模擬DSE! 聽Tyson Yoshi 考聆聽! ft.@arielslab7114 @LollyTalkHK @JFFTHK
- 2022年：【女神圍爐】女神嘅DSE學霸之路!溫書期間沉迷打機反而高分咗!? ft. @ahwingTV
- 2022年：經濟一週 EDigest | 屯門33年漫畫小店 人情味老闆曾宣佈結業但唔捨得客人 ；重整經營策略堅守二次元價值 ｜一日店長企劃
- 2023年：ESPRESSO \ LIVE | GOODNIGHT LILLIE 晚安莉莉
- 2023年：Der 仔 | 斷到正 Don't Get Got
- 2023年：《邦民應援舞挑戰賽》主持
- 2024年：JFFLive《音樂擂台-第二季-第六集(FT. Young Hysan ,Sinnie)》[27]
- 2025年：JFFLive《音樂擂台2025-第四集-泰KAI仙(FT.Teddy Fan ‪Sinnie)》[28]
- 2025年：毛記電視《GenZ愛情遭遇：主動拖手同遊迪士尼，但唔確立關係，到底係咪渣男？13/2《圍爐取戀》》[29]
- 2025年：FHProductionHK《【男女法庭】EP13｜Lolly Talk內訌！‪@LollyTalkHK‬ 成員大爆：『我父母不是靈魂伴侶，但...！』審判題目：《不是靈魂伴侶不能結婚？》》[30]
- 2025年：Der仔《Lens & Laughters呈獻：音之呼吸第六回 - 兒歌篇！！》[31]
- 2025年：JFFLive《音樂擂台-BAND房特別篇:晚安莉莉》[32]
- 2025年：ToNick《舞台出醜實錄｜小龜出show差啲著火｜究竟邊個出show冇試過爆呔?【ToNick真心咩🎙】 [嘉賓：晚安莉莉 - 啊雞/Sinnie]》[33]
- 2025年：ToNick《男女職場上的相處之道｜原來佢係最有少女心嗰個?｜男女band VS 男男band【ToNick真心咩🎙】 [嘉賓：晚安莉莉 - 啊雞/Sinnie]》[34]
- 2025年：JFFLive《音樂擂台-第27集(FT.晚安莉莉)》[35]

## 電視台及網台訪問
| 日期          | 節目名稱 | 備註               |
| 2022年3月4日  | Anthology. space 晚安莉莉 解構新作 《失眠時我會呆望窗外等待你的來電》                                             | 以晚安莉莉身份出席 |
| 2022年5月4日  | Viu1 人物專訪 第99集、第100集、第161集、第162集                                                                   |                    |
| 2022年5月5日  | Viu1 人物專訪 第99集、第100集、第161集、第162集                                                                   |                    |
| 2022年8月23日 | Viu1 人物專訪 第99集、第100集、第161集、第162集                                                                   |                    |
| 2022年8月24日 | Viu1 人物專訪 第99集、第100集、第161集、第162集                                                                   |                    |
| 2022年5月27日 | 【邊講邊食】- EP1 x 全民造星IV                                                                                    |                    |
| 2022年9月1日  | 論盡音樂PLUS - JY Outside Talk 2.0 EP15 ｜Sinnie：「我覺得我承受住嘅唔單止係自己嘅能力質素，而係成 team 人！」    |                    |
| 2022年9月14日 | Tone Music 通訊 140922｜嘉賓：Sinnie Ng                                                                           |                    |
| 2022年9月26日 | Sinnie三重身份成就自我 受王菀之 周國賢影響成唱作歌手｜Viu1 人物專訪                                               |                    |
| 2022年9月26日 | 【樂天國 EP.110/111 樂天國有吳倩怡】                                                                              |                    |
| 2023年8月23日 | 【勁歌金曲大雀局 EP 2 －人氣女團成員 Sinnie @lolly talk +晚安莉莉主音｜細個就學唱歌跳舞？｜上到中學就夾band！｜】 |                    |

## 電台訪問
| 日期          | 節目名稱                          | 備註                                                   |
| 2022年7月25日 | 商業電台 雷霆881 - 1圈圈          |                                                        |
| 2022年8月19日 | 新城知訊台 - Ting Music           | 與陳雞(Chick Chan)及雷暐樂以「少女實驗鐵三角」身份出席 |
| 2022年8月27日 | 商業電台 雷霆881 - 午後Live House |                                                        |
| 2022年9月9日  | 商業電台 叱咤903 - 二人限聚       |                                                        |

## 音樂會
| 演出日期       | 音樂會名稱                                                        | 舉行地點                                                   | 備註                                                     |
| 2018年11月25日 | Starliteer 馭星者 x T.O.P唱人作樂週末音樂會                       | T.O.P.                                                     | 與樂隊「Shockwave」成員一起演出                          |
| 2018年12月17日 | Starliteer 馭星者 x 谷Live                                        | 谷Live實況平台                                             | 與梁釗峰、吳林峰及另外2位參賽者共同演出                  |
| 2019年1月28日  | Starliteer 馭星者 8強星光音樂會                                   | 灣仔                                                       | 與另外3位8強參賽者共同演出                               |
| 2019年1月29日  | Starliteer 馭星者 大專音樂巡迴音樂會                              | 香港大學                                                   | 與吳林峰、楊智遠及另外3位參賽者共同演出                  |
| 2019年2月12日  | Starliteer 馭星者【時間軸上的星光】音樂會                         | 麥花臣場館                                                 | 與許廷鏗、方皓玟、吳林峰、蔡可汶及另外15強參賽者共同演出 |
| 2019年3月15日  | Starliteer 馭星者 x T.O.P唱人作樂音樂會                           | T.O.P.                                                     | 與樂隊「Shockwave」成員一起演出                          |
| 2021年10月9日  | WePlay! Music Party                                               | 留白 Live House                                            | 以晚安莉莉身份演出                                       |
| 2021年11月27日 | 白紙市集 x 三哥 Chill & Chilli 音樂會                             | D2 Place                                                   | [ 36 ]                                                   |
| 2022年6月10日  | HGC「Go Ahead, Performers! 」線上音樂會第三擊                     | HGC 環電官方頻道                                           | 以晚安莉莉身份演出                                       |
| 2022年7月3日   | BREAKING NEWS Concert 2022                                        | Music Zone @ KITEC                                         | 擔任主持及與Ragpickers 拾荒客合唱                        |
| 2022年7月22日  | UNISON FEST 2022: 名無蕪鳴                                        | Music Zone @ KITEC                                         | 以晚安莉莉身份演出                                       |
| 2022年8月2日   | 何明華會督銀禧中學歌唱比賽2022                                    | 何明華會督銀禧中學                                         | 擔任比賽評判及與晚安莉莉成員演出                         |
| 2022年8月12日  | 852FES「Awaken Festival覺醒文化」                                 | 亞洲國際博覽館                                             | 與吳林峰合唱及與部分Lolly Talk成員演出\|-                |
| 2022年8月14日  | Summer Blossom 2022                                               | Music Zone @ KITEC                                         | 與WHIZZ及FIESTER合唱及與部分Lolly Talk成員演出           |
| 2022年8月15日  | Internal Talent Quest 2022 Finals                                 | 聖若瑟書院                                                 | 與黃敏蕎擔任主持及與部分Lolly Talk成員演出               |
| 2022年8月27日  | TONE Music TV & THE FOREST - Silent Disco Party #5 @ 波鞋街節     | 波鞋街                                                     | 原演出者為何佩，因病改為吳倩怡                           |
| 2022年9月24日  | MELETENT 夏日音樂祭 2022                                          | 觀塘海濱花園                                               | 以晚安莉莉身份演出                                       |
| 2022年12月17日 | 何佩《末日還想⋯》音樂會                                           | 赤柱廣場                                                   | 以個人身份演出                                           |
| 2022年12月25日 | FUN享聖誕市集音樂會                                               | 東薈城名店倉                                               | [ 44 ]                                                   |
| 2023年1月26日  | 剛剛好 x 麥子呈獻：剛剛好麥子音樂會                               | 留白Livehouse （尖沙咀西九文化區博物館道18號自由空間地舖） | 以晚安莉莉身份演出                                       |
| 2023年3月26日  | HKT x WESTK POPFEST 2023 呈獻：HKT 西九音樂節 大盒開箱（DISTORT） | 西九文化區自由空間大盒                                     | 以晚安莉莉身份演出                                       |
| 2023年10月29日 | TONE Music x AIRSIDE : Hello Future! Music Weekend                | AIRSIDE                                                    | 以晚安莉莉身份演出                                       |
| 2024年2月24日  | 香港大學音樂學會歌唱比賽2024-Monochrome                           | 香港大學                                                   | 以晚安莉莉身份演出                                       |
| 2024年3月1日   | 屈臣氏網店10週年線上音樂會                                        | 谷Live實況平台                                             | 以晚安莉莉身份演出                                       |
| 2024年3月17日  | 喇沙社區服務日                                                    | 喇沙書院                                                   | 分別以晚安莉莉及Lolly Talk成員身份演出                   |
| 2024年6月1日   | Freespace Weekly Gigs                                             | 西九文化區                                                 | 以晚安莉莉身份演出                                       |
| 2024年11月3日  | 西九音樂節2024                                                    | 西九文化區                                                 | 以晚安莉莉身份演出                                       |
| 2024年11月8日  | clours of...音樂會                                                | 青年廣場                                                   | 以晚安莉莉身份，與Cozy Syndrome及WHIZZ共同演出           |
| 2024年12月27日 | 0 e:ffect Special Live : Arvin Tsang x Sinnie@Lollytalk           | 英皇娛樂期間限定概念店0 e:ffect Concept Store              | 以個人身份與曾傲棐共同演出                               |
| 2025年1月4日   | 剛剛好音樂會2.0                                                   | Soho House                                                 | [ 47 ]                                                   |
| 2025年2月1日   | 澳門室內音樂節2025                                                | 媽閣屠房舊址                                               | 晚安莉莉首個香港境外演出                                 |
| 2025年2月15日  | 麥花臣節x J.Arie 雷深如《J.Atriarchy演唱會2025》                  | 麥花臣場館                                                 | 以個人身份與Teddy Fan擔任表演嘉賓                        |
| 2025年3月29日  | WeWa 玩大件事：啪啪啪世界紀錄挑戰日！                             | 朗豪坊                                                     | 以個人身份擔任表演嘉賓                                   |
| 2025年6月7日   | Nexus 10th Anniversary Showcase                                   | 修頓室內場館                                               | 以個人身份擔任兩場表演嘉賓                               |
| 2025年6月28日  | K Vibe Music Festival 2025                                        | 發現號03                                                   | 以晚安莉莉身份演出                                       |
| 2025年7月19日  | Live at 留白 Livehouse                                            | 西九文化區                                                 | 以晚安莉莉身份演出                                       |

## 出席活動
| 日期           | 活動名稱                                | 參與成員                                                    | 備註               |
| 2021年12月4日  | 葵芳新都會新店 x 🇭 🇮 🇸 🇸 🇴限定店長活動  |                                                             |                    |
| 2022年7月8日   | bossini.X - New bossini.X Opening Party | 吳倩怡(Sinnie)、曾美欣(MeiMei)、陳紀澄(Tania)、郭曉妍(AhYo) |                    |
| 2022年8月8日   | 九龍華仁書院歌唱比賽2022                | 個人身份出席                                                | 擔任評判           |
| 2022年10月13日 | 第一屆未來音樂選 TONE Music Awards      | 個人身份出席                                                |                    |
| 2023年4月10日  | Bossini.X POP UP STORE開幕              | 吳倩怡(Sinnie)、曾美欣(MeiMei)、陳紀澄(Tania)、郭曉妍(AhYo) |                    |
| 2023年5月12日  | 聖保祿中學Talent Quest 2023             | 個人身份出席                                                | 擔任評判           |
| 2023年7月14日  | M.A.C國際唇膏日唇迷玩妝派對             | 吳倩怡(Sinnie)、劉綺婷(Yanny)、鄭芷淇(Elka)、郭曉妍(AhYo)   |                    |
| 2023年7月26日  | ANNA SUI SUNDAE 期間限定店              | 吳倩怡(Sinnie)、劉綺婷(Yanny)、陳紀澄(Tania)                |                    |
| 2023年10月28日 | 第二屆未來音樂選 TONE Music Awards      | 個人身份出席                                                |                    |
| 2024年9月8日   | 凝皓教育第一屆Define Your DREAM歌唱比賽 | 個人身份出席                                                | 擔任評判及表演嘉賓 |
| 2024年10月15日 | 香港紅十字會「在乎你我他」互動展覽開幕  | 吳倩怡(Sinnie)、劉綺婷(Yanny)                               |                    |
| 2024年11月30日 | 迪士尼《魔海奇緣2》首映禮               | 以女主角配音員身份與張繼聰一同出席                          |                    |
| 2024年12月7日  | 迪士尼《魔海奇緣2》謝票場               | 以女主角配音員身份與張繼聰一同出席                          |                    |
| 2025年3月29日  | WeWa 玩大件事：啪啪啪世界紀錄挑戰日！   | 吳倩怡(Sinnie)                                              | 擔任表演嘉賓       |
| 2025年7月4日   | 九龍華仁書院Internal Talent Quest 2025  | 個人身份出席                                                | 擔任評判           |

## 獎項及提名
| 年份   | 頒獎單位                                   | 獎項   | 作品                       | 結果 |
| 2016年 | SUPERNOVA HK 2016 全港中學生超新聲歌唱大賽 | 獨唱組 | 《咕嘰咕嘰》(原唱: 孫燕姿) | 亞軍 |
| 2018年 | ICMA 大專聯校歌唱比賽2018                  | 獨唱組 | 《穿花蝴蝶》(原唱：衛蘭)   | 冠軍 |

## 外部連結
- 吳倩怡的Instagram帳戶
- 吳倩怡的書法Instagram帳戶
- 樂隊晚安莉莉的Instagram帳戶
- 舞團Vivere的Instagram帳戶 （页面存档备份，存于）
- YouTube上的吳倩怡頻道